# One Day (Mariette Hansson)
One Day è un singolo della cantante svedese Mariette Hansson, pubblicato il 25 febbraio 2023.

## Promozione
Con One Day Mariette Hansson ha preso parte a Melodifestivalen 2023, la competizione canora svedese utilizzata come processo di selezione per l'Eurovision Song Contest. È la sua quinta partecipazione dopo le edizioni 2015, 2017, 2018 e 2020. Essendo risultata la quarta più votata dal pubblico fra i sette partecipanti alla sua semifinale, ha avuto accesso alla fase dei ripescaggi per la finale, che ha superato. Nella finale si è classificata all'8º posto su 12 partecipanti.

## Tracce
Testi e musiche di Jimmy Jansson, Thomas G:son e Mariette Hansson.
1. One Day – 2:55

## Classifiche
| Classifica (2023) | Posizione massima |
| ----------------- | ----------------- |
| Svezia            | 34                |